# Чемпіонат Європи з водних видів спорту 2004
Чемпіонат Європи з водних видів спорту 2004 тривав з 5 до 16 травня 2004 року в Плавальному центрі M86 у Мадриді (Іспанія). Розіграно нагороди з плавання (басейн з довгою водою), плавання на відкритій воді, стрибків у воду і синхронного плавання. Ці змагання відбулися за менш як три місяці перед початком літніх Олімпійських ігор в Афінах (Греція), тож для деяких країн вони стали кваліфікацією на Ігри.

## Таблиця медалей
*   Країна-господарка ( Іспанія)
| Місце               | Країна              | Золото | Срібло | Бронза | Загалом |
| ------------------- | ------------------- | ------ | ------ | ------ | ------- |
| 1                   | Україна             | 11     | 3      | 6      | 20      |
| 2                   | Росія               | 10     | 15     | 5      | 30      |
| 3                   | Італія              | 8      | 5      | 12     | 25      |
| 4                   | Німеччина           | 7      | 4      | 4      | 15      |
| 5                   | Франція             | 6      | 7      | 4      | 17      |
| 6                   | Іспанія*            | 3      | 6      | 4      | 13      |
| 7                   | Австрія             | 3      | 1      | 1      | 5       |
| 8                   | Угорщина            | 2      | 1      | 3      | 6       |
| 8                   | Швеція              | 2      | 1      | 3      | 6       |
| 10                  | Румунія             | 1      | 3      | 5      | 9       |
| 11                  | Нідерланди          | 1      | 3      | 2      | 6       |
| 12                  | Фінляндія           | 1      | 2      | 0      | 3       |
| 13                  | Словаччина          | 1      | 1      | 0      | 2       |
| 14                  | Польща              | 1      | 0      | 1      | 2       |
| 15                  | Чехія               | 1      | 0      | 0      | 1       |
| 16                  | Словенія            | 0      | 3      | 2      | 5       |
| 17                  | Білорусь            | 0      | 2      | 0      | 2       |
| 18                  | Велика Британія     | 0      | 1      | 0      | 1       |
| 18                  | Литва               | 0      | 1      | 0      | 1       |
| 20                  | Болгарія            | 0      | 0      | 2      | 2       |
| 20                  | Греція              | 0      | 0      | 2      | 2       |
| 20                  | Данія               | 0      | 0      | 2      | 2       |
| 23                  | Хорватія            | 0      | 0      | 1      | 1       |
| Загалом (23 збірні) | Загалом (23 збірні) | 58     | 59     | 59     | 176     |

## Плавання

### Чоловіки
| Дисципліна                      | Золото                                                                            | Срібло                                                           | Бронза                                                   |
| ------------------------------- | --------------------------------------------------------------------------------- | ---------------------------------------------------------------- | -------------------------------------------------------- |
| 50 м вільним стилем             | Олександр Попов Росія                                                             | Стефан Нюстранд Швеція                                           | Лоренцо Вісмара Італія                                   |
| 100 м вільним стилем            | Філіппо Маньїні Італія                                                            | Пітер ван ден Гогенбанд Нідерланди                               | Крістіан Галенда Італія                                  |
| 200 м вільним стилем            | Пітер ван ден Гогенбанд Нідерланди                                                | Андрій Капралов Росія                                            | Філіппо Маньїні Італія Массіміліано Росоліно Італія      |
| 400 м вільним стилем            | Еміліано Брембілья Італія                                                         | Юрій Прилуков Росія                                              | Драгош Крістьян Коман Румунія                            |
| 1500 м вільним стилем           | Юрій Прилуков Росія                                                               | Ігор Червинський Україна                                         | Драгош Крістьян Коман Румунія                            |
| 50 м на спині                   | Штев Телоке Німеччина                                                             | Даріуш Грігальоніс Литва                                         | Давід Ортега Іспанія                                     |
| 100 м на спині                  | Ласло Чех Угорщина                                                                | Маркус Роган Австрія                                             | Штев Телоке Німеччина                                    |
| 200 м на спині                  | Маркус Роган Австрія                                                              | Разван Іонут Флореа Румунія                                      | Сімон Дюфур Франція                                      |
| 50 м брасом                     | Олег Лісогор Україна                                                              | Юг Дюбоск Франція                                                | Матьяш Маркіч Словенія                                   |
| 100 м брасом                    | Олег Лісогор Україна                                                              | Юг Дюбоск Франція                                                | Річард Бодор Угорщина                                    |
| 200 м брасом                    | Паоло Боссіні Італія                                                              | Дмитро Коморников Росія                                          | Річард Бодор Угорщина                                    |
| 50 м батерфляєм                 | Сергій Бреус Україна                                                              | Микола Скворцов Росія                                            | Андрій Сердінов Україна                                  |
| 100 м батерфляєм                | Андрій Сердінов Україна                                                           | Франк Еспозіто Франція                                           | Микола Скворцов Росія                                    |
| 200 м батерфляєм                | Денис Силантьєв Україна                                                           | Йоан Гергель Румунія                                             | Анатолій Поляков Росія                                   |
| 200 м комплексом                | Маркус Роган Австрія                                                              | Яні Сієвінен Фінляндія                                           | Массіміліано Росоліно Італія                             |
| 400 м комплексом                | Ласло Чех Угорщина                                                                | Лука Марін Італія                                                | Алессіо Боджатто Італія                                  |
| естафета 4×100 м вільним стилем | Італія Лоренцо Вісмара Крістіан Галенда Джакомо Вассанеллі Філіппо Маньїні        | Росія Андрій Капралов Євген Лагунов Іван Усов Денис Піманков     | Франція Аморі Лево Жермен Каєтт Жульєн Сіко Фаб'ян Жіло  |
| естафета 4×200 м вільним стилем | Італія Еміліано Брембілья Маттео Пеллічіарі Массіміліано Росоліно Філіппо Маньїні | Росія Максим Кузнецов Євген Нацвін Андрій Капралов Юрій Прилуков | Франція Фаб'єн Ор Ніколя Кінц Ніколя Ростуше Аморі Лево  |
| естафета 4×100 м комплексом     | Україна Володимир Ніколайчук Олег Лісогор Андрій Сердінов Юрій Єгошин             | Франція Сімон Дюфур Юг Дюбоск Франк Еспозіто Жульєн Сіко         | Угорщина Ласло Чех Річард Бодор Жолт Гаспар Аттіла Зубор |

### Жінки
| Дисципліна                      | Золото                                                              | Срібло                                                                   | Бронза                                                                     |
| ------------------------------- | ------------------------------------------------------------------- | ------------------------------------------------------------------------ | -------------------------------------------------------------------------- |
| 50 м вільним стилем             | Тереза Альсгаммар Швеція                                            | Світлана Хохлова Білорусь                                                | Зандра Фелкер Німеччина                                                    |
| 100 м вільним стилем            | Малія Метелла Франція                                               | Марлен Велдгойс Нідерланди                                               | Нері Нянгкуара Греція                                                      |
| 200 м вільним стилем            | Камелія Аліна Потек Румунія                                         | Соленн Фіге Франція                                                      | Юзефіна Ліллгаге Швеція                                                    |
| 400 м вільним стилем            | Лор Маноду Франція                                                  | Камелія Аліна Потек Румунія                                              | Яна Клочкова Україна                                                       |
| 800 м вільним стилем            | Еріка Вільяесіха Іспанія                                            | Аня Чарман Словенія                                                      | Камелія Аліна Потек Румунія                                                |
| 50 м на спині                   | Ілона Главачкова Чехія                                              | Ніна Живаневська Іспанія                                                 | Алессандра Каппа Італія                                                    |
| 100 м на спині                  | Лор Маноду Франція                                                  | Станіслава Комарова Росія                                                | Ніна Живаневська Іспанія                                                   |
| 200 м на спині                  | Станіслава Комарова Росія                                           | Аня Чарман Словенія                                                      | Саня Йованович Хорватія                                                    |
| 50 м брасом                     | Марія Естлінґ Швеція                                                | Олена Богомазова Росія                                                   | Майкен Торуп Данія                                                         |
| 100 м брасом                    | Світлана Бондаренко Україна                                         | Олена Богомазова Росія                                                   | Мірна Юкич Австрія Марія Естлінґ Швеція                                    |
| 200 м брасом                    | Мірна Юкич Австрія                                                  | Аленка Кейжар Словенія                                                   | Олена Богомазова Росія                                                     |
| 50 м батерфляєм                 | Наталія Сутягіна Росія                                              | Мартіна Моравцова Словаччина                                             | Шанталь Ґрот Нідерланди                                                    |
| 100 м батерфляєм                | Мартіна Моравцова Словаччина                                        | Малія Метелла Франція                                                    | Отилія Єнджейчак Польща                                                    |
| 200 м батерфляєм                | Отилія Єнджейчак Польща                                             | Паола Кавалліно Італія                                                   | Метте Якобсен Данія                                                        |
| 200 м комплексом                | Яна Клочкова Україна                                                | Ганна Щерба Білорусь                                                     | Бятріче Кишлару Румунія                                                    |
| 400 м комплексом                | Яна Клочкова Україна                                                | Ева Рістов Угорщина                                                      | Аня Клінар Словенія                                                        |
| естафета 4×100 м вільним стилем | Франція Соленн Фіге Селін Кудер Орор Монжель Малія Метелла          | Нідерланди Шанталь Ґрот Інґе Деккер Аннабел Костен Марлен Велдгойс       | Швеція Юганна Шеберг Габріелла Фагундес Катрін Карлсон Юзефіна Ліллгаге    |
| естафета 4×200 м вільним стилем | Іспанія Татьяна Роуба Мелісса Кабальєро Лаура Рока Еріка Вільяесіха | Франція Селін Кудер Катарін Келеннек Ельза Н'Гессан Соленн Фіге          | Румунія Камелія Аліна Потек Ларіса Лекуште Бятріче Кишлару Сімона Педурару |
| естафета 4×100 м комплексом     | Франція Лор Маноду Лорі Томассен Орор Монжель Малія Метелла         | Україна Ірина Амшеннікова Світлана Бондаренко Яна Клочкова Ольга Мукомол | Нідерланди Стефані Люйкен Маделон Банс Шанталь Ґрот Марлен Велдгойс        |

## Плавання на відкритій воді

### Чоловіки
| Дисципліна              | Золото                | Срібло                   | Бронза                |
| ----------------------- | --------------------- | ------------------------ | --------------------- |
| 5 км на відкритій воді  | Фабіо Вентуріні (ITA) | Алан Бірчер (GBR)        | Стефано Рубаудо (ITA) |
| 10 км на відкритій воді | Євген Кошкаров (RUS)  | Массіміліано Парла (ITA) | Антон Саначев (RUS)   |
| 25 км на відкритій воді | Євген Кошкаров (RUS)  | Давід Мека (ESP)         | Петар Стойчев (BUL)   |

### Жінки
| Дисципліна              | Золото              | Срібло                | Бронза                 |
| ----------------------- | ------------------- | --------------------- | ---------------------- |
| 5 км на відкритій воді  | Брітта Камрау (GER) | Штефані Біллер (GER)  | Ксінія Лопес (ESP)     |
| 10 км на відкритій воді | Брітта Камрау (GER) | Марта Ногес (ESP)     | Ангела Маурер (GER)    |
| 25 км на відкритій воді | Брітта Камрау (GER) | Наталія Панкіна (RUS) | Іванка Моралієва (BUL) |

## Стрибки у воду

### Чоловіки
| Дисципліна               | Золото                                | Срібло                                                               | Бронза                             |
| ------------------------ | ------------------------------------- | -------------------------------------------------------------------- | ---------------------------------- |
| Трамплін, 1 м            | Йоона Пугакка Фінляндія               | Нікола Марконі Італія                                                | Тобіас Шелленберґ Німеччина        |
| Трамплін, 3 м            | Андреас Вельс Німеччина               | Йоона Пугакка Фінляндія                                              | Василь Лісовський Росія            |
| Вишка, 10 м              | Антон Захаров Україна                 | Гайко Маєр Німеччина                                                 | Роман Володьков Україна            |
| Синхронний трамплін, 3 м | Нікола Марконі Томмазо Марконі Італія | Сергій Анікін Василь Лісовський Росія                                | Дмитро Лисенко Юрій Шляхов Україна |
| Синхронна вишка, 10 м    | Антон Захаров Роман Володьков Україна | Тоні Адам Гайко Маєр Німеччина Олег Вікулов Костянтин Ханбеков Росія | не вручали                         |

### Жінки
| Дисципліна               | Золото                               | Срібло                                      | Бронза                                   |
| ------------------------ | ------------------------------------ | ------------------------------------------- | ---------------------------------------- |
| Трамплін, 1 м            | Гайке Фішер Німеччина                | Наталія Умискова Росія                      | Таня Каньотто Італія                     |
| Трамплін, 3 м            | Юлія Пахаліна Росія                  | Віра Ільїна Росія                           | Олена Федорова Україна                   |
| Вишка, 10 м              | Таня Каньотто Італія                 | Олена Жупіна Україна                        | Валентіна Мароккі Італія                 |
| Синхронний трамплін, 3 м | Віра Ільїна Юлія Пахаліна Росія      | Дітте Котцян Конні Шмальфус Німеччина       | Олена Федорова Христина Іщенко Україна   |
| Синхронна вишка, 10 м    | Нора Субшінскі Аннетт Ґамм Німеччина | Долорес Саес де Ібарра Лейре Сантос Іспанія | Бренда Спаціані Валентіна Мароккі Італія |

## Синхронне плавання
| Дисципліна | Золото | Срібло | Бронза |
| ---------- | --- | --- | --- |
| Соло       | Віржині Дідьє Франція | Наталія Іщенко Росія | Хемма Менгуаль Іспанія |
| Дует       | Анастасія Давидова Анастасія Єрмакова Росія                                                                                          | Хемма Менгуаль Паола Тірадос Іспанія | Віржині Дідьє Лор Тібо Франція |
| Групи      | Ольга Бруснікіна Анастасія Давидова Анастасія Єрмакова Марія Громова Ельвіра Хасянова Марія Кисельова Ольга Новокщонова Ганна Шоріна | Ракель Корраль Тіна Фуентес Ана Монтеро Хісела Морон Ірина Родрігес Алісія Санс Іоне Серрано                                                                           | Моніка Чіруллі Костанца Фіорентіні Джой Пакканьєлла Елісза Плайсант Беатріче Спаціані Федеріка Стефанеллі Лорена Дзаффалон Лаура Дзанацца                            |
| Комбінація | Ракель Корраль Тіна Фуентес Хемма Менгуаль Ана Монтеро Хісела Морон Ірина Родрігес Алісія Санс Іоне Серрано Паола Тірадос            | Моніка Чіруллі Костанца Фіорентіні Франческа Гангемі Джой Пакканьєлла Еліза Плайсант Сара Савойя Беатріче Спаціані Федеріка Стефанеллі Лорена Дзаффалон Лаура Дзанацца | Марія Хрістодулу Елефтерія Фтулі Елені Гергіу Кфросіні Гуда Апостолія Іоанну Ейріні Йорданопулу Евгенія Куцуді Евантія Макріянні Ольга Пелекану Хрістіна Талассініду |